# Унтеррайт
Унтеррайт (нім. Unterreit) — громада в Німеччині, розташована в землі Баварія. Підпорядковується адміністративному округу Верхня Баварія. Входить до складу району Мюльдорф. Складова частина об'єднання громад Гарс-ам-Інн.
Площа — 32,20 км2. Населення становить 1754 ос. (станом на 31 грудня 2020).

## Галерея

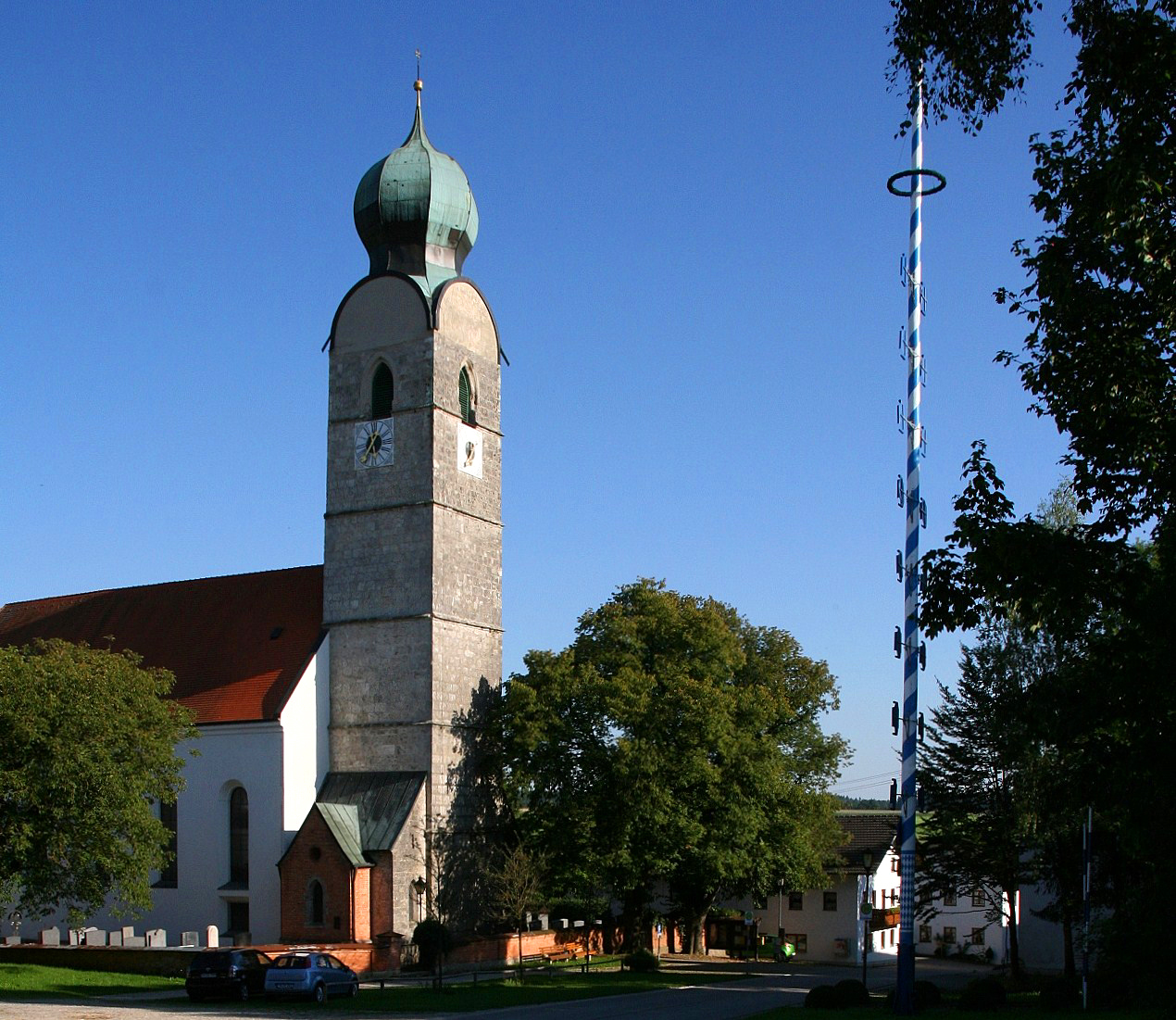